# Eatliz
Eatliz — израильская группа, исполняющая альтернативный рок/прогрессивный рок. Сформирована после выхода Гая Бен-Шетрита из панк-рок группы Infectzia в 2001 году. Группа известна действительно мейнстримным звучанием, своими необычными анимационными клипами и по настоящему живыми уникальными выступлениями. Сами участники группы описывают свою музыку как «запутанный поп»

## История

### Начало (2001—2005 гг.)
Группа была образована в 2001 году гитаристом панк-рок группы Infectzia Гаем Бен-Шетритом как сайд-проект. Вместе с присоединившейся к группе вокалисткой Яэль Краус была написана музыка, состоявшая в основном из сложных гитарных и клавишных мелодий. В этом составе коллектив записал демо, но в итоге быстро распался, и Бен-Шетрит продолжил работать под тем же названием вместе с некоторыми из участников старого состава — гитаристом Или Бахир и барабанщиком Омри Ханегби. Позже к группе присоединились вокалистка Наталья Кригер, гитарист Узи Финерман, басист Адам Шеффлан и клавишник Юваль Само. Само быстро ушел из группы ради учёбы в США и был заменен Майей Дуниц.
Наталья Кригер покинула группу вскоре после прихода, и клавишник Майя Дуниц заняла место вокалистки. Первый стабильный состав был сформирован.
Группа начала выступать в Израиле, завоевала внимание на израильской инди-рок сцене из-за мощной сценической харизмы Дуниц, они начали участвовать в выступлениях приезжающих в Израиль признанных мастеров инди и альтернативного рока, таких как Soundgarden, Queen, The Beatles, Бьорк и многих других. Группа записала демо-альбом в 2003 году, но он никогда не был представлен, и вскоре после этого гитарист Узи Финнерман покинул группу из-за личных причин. Он был заменен на короткое время Яроном Мительманом, затем группа ушла на перерыв, пока вокалистка Майя Дуниц экспериментировала в других музыкальных проектах.
Группа вернулась к выступлениям в ноябре 2004 года с новой вокалисткой — Sarit Shazky. Группа в новом составе вызвала неоднозначную реакцию, но не интерес со стороны международных лейблов, как ожидалось, и второе демо группы тоже осталось неизданным.

### Violently Delicate(2005—2008)
В 2005 году к группе присоединяется еще один гитарист — инди-рок/фолк исполнитель Амит Эрез. Вскоре после этого вокалистка Sarit Shazky покинула группу и была заменена на Ли Триффон. Этот состав группы оказался достаточно устойчивым, и был хорошо принят зрителями на концертах группы в 2005 году, и в августе 2006 года группа отправилась в Kitcha Studio, чтобы записать свой дебютный альбом.
Дебютный альбом, Violently Delicate, был выпущен 1 ноября 2007 года. Материал альбома был основан на ранее написанном материале в период между 2003 и 2005.
Первый трек альбома, Attractive, стал успешным, его крутили на всех крупных радиостанциях Израиля. Вскоре после этого трек зазвучал в эфире радиостанций Германии, благодаря чему группа была приглашена на фестиваль Popkomm в Берлин.
Альбом был представлен яркими музыкальными видеоклипами — Attractive и Hey.
Клип Hey завоевал 9 международных наград, в том числе Spike Lee Award в Babelgum, конкурсе на Tribeca film festival. Оба клипа получили более 500 000 просмотров на YouTube, многократно цитировались блогерами и соцсетями.
В конце 2008 года басист Адам Шефлан покинул группу, чтобы сконцентрироваться на продюсировании и был заменен Хадаром Грином.

### Delicately Violent(2009—2010)
В 2009 году клип Attractive из дебютного альбома группы был выбран израильским каналом Channel 24 музыкальным видео года.
В ноябре 2009 года группа выпустила свой второй альбом и первый EP — Delicately Violent, который состоит из 7 песен, 6 сессий записи дебютного альбома Violently Delicate и кавера на песню Бьорк — Army of Me, который стал одним из основных в концертных выступлениях группы. В этом же месяце группа участвовала в релиз-пати Barby club, Тель-Авив, где исполнила вместе с соул/джаз музыкантом Шломо Гронихом его песню Luna Park.

### Teasing Nature(2010-настоящее время)
В конце 2009 года группа начала запись своего второго студийного альбома, который был выпущен в декабре 2010 года.
В апреле и мае 2010 года, после израильского тура в июне 2010 года, группа отправилась в свой первый тур по Германии, отыграв множество концертов в таких городах, как Хаммельбург, Бремен, Гамбург, Берлин и многих других. 29 Мая 2010 года Eatliz играла в Primavera Sound Festival в Барселоне, Испания, а в июле 2010 года группа работала на разогреве на израильских концертах в Тель-Авиве у Porcupine Tree 7 июля, и Dweezil Zappa 14 июля.
На 20 октября 2010 года, группа выпустила свой первый сингл с нового альбома, «Berlin», сделав его доступным для свободного скачивания на официальном сайте группы и на их странице Myspace.
Teasing Nature — второй полноформатный альбом, был выпущен 19 декабря 2010 года, и был представлен в небольшом шоу, которое состоялось в клубе Levontin 7 в Тель-Авиве 5 декабря 2010 года. После выступлений в Тель-Авиве, Иерусалиме и Хайфе в январе 2011 г. последовал тур по Северной Америке в марте-апреле 2011 года, с появлением на фестивале SXSW в Остине, Техас.
В июле 2011 года, группа выступила на фестивале Exit в Нови-Саде, Сербия.
В ноябре 2011 года в интервью, группа объявила, что планируется выпустить новый альбом с классическими аранжировками своих песен в начале 2012 года.
26 июля 2012 года группа объявила об уходе Ли Триффон и гитариста Амита Эреза. Ли Триффон объявила, что решила покинуть коллектив из-за «иного художественного видения». Амит Эрез решил сосредоточиться на сольной карьере. Согласно официальным сообщениям, группа решила продолжать деятельность и нашла великолепную вокалистку, и что они готовы к «следующей главе их путешествия».
Ли Триффон сменила Сиван Абельсон, выпускница школы джаза и современной музыки Rimon. Амита Эреза заменил гитарист Омер Хершман из группы Panic Ensemble.

## Музыкальный стиль и влияния
Музыкальный стиль группы, в основном, можно отметить как альтернативный рок и прогрессивный рок, с влиянием панк-рока, хард-рока, фолк-рока, хеви-металл, поп-музыки, surf rock, готического рока, брит-попа, пауэр-попа, джаза, босса-новы и многих других.
Заметно влияние таких групп, как Mr. Bungle, The Mars Volta, Sleepytime Gorilla Museum, Cardiacs, Portishead и Бьорк.

## Участники группы
Нынешние участники
- Sivan Abelson — вокал (2012-настоящее время)
- Omer Hershman — гитара, вокал (2012-настоящее время)
- Guy Ben Shetrit — гитара (2001-настоящее время)
- Hadar Green — бас-гитара (2008-настоящее время)
- Omry Hanegby — ударные, перкуссия (2001-настоящее время)

Бывшие участники
- Or Bahir — гитара (2001—2012)
- Lee Triffon — вокал (2006—2012)
- Amit Erez — гитара, вокал (2004—2012)
- Adam Shefflan — бас-гитара, вокал (2003—2008)
- Maya Dunitz — вокал, клавишные (2003—2004)
- Sarit Shazky — вокал, клавишные (2004—2005)
- Uzi Finerman — гитара (2003)
- Yaron Mitelman — гитара (2003—2004)
- Yuval Samo — клавишные (2003)
- Talia Kriger — вокал (2003)

## Дискография
- Violently Delicate (2007)
- Delicately Violent (2009)
- Teasing Nature (2010)